# Wattisonia coseleyensis
Wattisonia
Genre
Espèce
Wattisonia coseleyensis, unique représentant du genre Wattisonia, est une espèce fossile de scorpions à l'appartenance familiale incertaine.

## Distribution
Cette espèce a été découverte à Coseley (en) en Angleterre. Elle date du Carbonifère.

## Étymologie
Son nom d'espèce, composé de coseley et du suffixe latin -ensis, « qui vit dans, qui habite », lui a été donné en référence au lieu de sa découverte, Coseley (en).

## Publication originale
- Wills, 1960 : « The external anatomy of some Carboniferous "scorpions" part 2. » Palaeontology, vol. 3, p. 276-332 (texte intégral).